# Skyler Howes
Skyler Howes (Riverside, 14 aprile 1992) è un pilota motociclistico statunitense di rally e motocross.

## Carriera
Nato in California ma cresciuto nello stato dello Utah, ha imparato a guidare le motociclette con una vecchia Honda XR75 del 1974 che suo parde salvò dalla demolizione. Divenuto professionista nel 2012, ha iniziato a cimentarsi coi Rally Raid nel 2018. Dopo aver gareggiato con motociclette del gruppo Pierer (con cui ottiene un terzo posto assoluto al Rally Dakar del 2023). A partire dal 2024 diviene pilota ufficiale Honda.

## Risultati

### Rally Dakar
| Anno | Classe | Scuderia                  | Motocicletta          | Pos. | TV |
| ---- | ------ | ------------------------- | --------------------- | ---- | -- |
| 2019 | Moto   | Klymčiw Racing            | Husqvarna FR450 Rally | Rit  | 0  |
| 2020 | Moto   | Klymčiw Racing            | Husqvarna FR450 Rally | 9°   | 0  |
| 2021 | Moto   | BAS Dakar KTM Racing Team | KTM 450 Rally Replica | 5°   | 0  |
| 2022 | Moto   | Husqvarna Factory Racing  | Husqvarna FR450 Rally | Rit  | 0  |
| 2023 | Moto   | Husqvarna Factory Racing  | Husqvarna FR450 Rally | 3°   | 0  |
| 2024 | Moto   | Monster Energy Honda Team | Honda CRF450 Rally    | Rit  | 0  |
| 2025 | Moto   | Monster Energy Honda Team | Honda CRF450 Rally    | 6°   | 0  |

### Campionato mondiale di rally raid
| Anno | Scuderia                  | Vettura                     | 1       | 2       | 3       | 4       | 5       | Pos. | Punti |
| ---- | ------------------------- | --------------------------- | ------- | ------- | ------- | ------- | ------- | ---- | ----- |
| 2022 | Husqvarna Factory Racing  | Husqvarna 450 Rally Factory | DAK Rit | ABU 10  | MAR 1   | AND Rit |         | 10°  | 31    |
| 2023 | Husqvarna Factory Racing  | Husqvarna 450 Rally Factory | DAK 3   | ABU 6   | SON Rit | DES Rit | MAR Rit | 10°  | 34    |
| 2024 | Monster Energy Honda Team | Honda CRF 450 Rally         | DAK Rit | ABU Rit | POR 4   | DES 4   | MAR Rit | 8°   | 26    |
| 2025 | Monster Energy Honda HRC  | Honda CRF 450 Rally         | DAK 6   | ABU 7   | SUD 5   | POR     | MAR     |      | 35    |

## Palmarès
- 5 Reno Rally
- 2 USRA Desert 125: 2008, 2017
- 1 AMA National Hare and Hound 250: 2012
- 2 Sonora Rally: 2018, 2022
- 1 Dakar Challenge: 2018
- 1 Baja Rally: 2018
- 1 Morocco Desert Challenge: 2019
- 1 Serres Rally: 2019
- 2 Vegas to Reno: 2019, 2022
- 2 Silver State 300: 2020, 2022
- 1 Rally del Marocco: 2022